# ستلیو ناردین
ستلیو ناردین (به ایتالیایی: Stelio Nardin) بازیکن فوتبال و اهل ایتالیا بود که در سال ۱۹۶۷ میلادی عضو تیم ملی فوتبال ایتالیا بود و در ۱ بازی ملی حضور داشت. او در تنها بازی ملی‌اش گلی به ثمر نرساند.
ستلیو ناردین آخرین بازی ملی خود را در سال ۱۹۶۷ میلادی انجام داد.